# Darwins ral
Darwins ral (Laterallus notatus synoniem: Coturnicops notatus) is een vogel uit de familie van de Rallen, koeten en waterhoentjes (Rallidae). 

## Taxonomie
Deze vogel werd geschoten bij de Rio de la Plata tijdens de reis van Charles Darwin met de Beagle. De vogel werd in 1841 door  John Gould geldig beschreven in het verslag van Darwins reis met de Beagle. In dit verslag was ook een afbeelding, gemaakt door de echtgenote van Gould, Elizabeth Gould. De vogel staat in de IOC World Bird List in het geslacht Laterallus op grond van in 2023 gepubliceerd fylogenetisch onderzoek en werd daarvoor ingedeeld in het geslacht Coturnicops.

## Verspreiding en leefgebied
Deze soort komt voor van Paraguay en zuidelijk Brazilië tot het oostelijke deel van Centraal-Argentinië.